# Caroline Williams
Caroline Williams (ur. 27 marca 1957) – amerykańska aktorka filmowa i telewizyjna. Wystąpiła w głównej roli w horrorze Teksańska masakra piłą mechaniczną 2, za którą w 1986 roku odebrała nagrodę Caixa de Catalunya na festiwalu filmowym w Sitges. Często pojawia się w telewizyjnych serialach. W 2013 wyreżyserowała i wystąpiła w filmie Contracted.